# Benny Guldfot
Benny Guldfot (Billy's Boots i original), brittisk fotbollsserie som först publicerades i brittiska Scorcher 1970-74 och sedan i Tiger, Eagle och Roy of the Rovers under 1970- och 80-talen. I Sverige har man kunnat läsa den i svenska Buster, med start 1971, och även i Barracuda.
Historien handlade om den unge föräldralöse Benny Dane (eng. Billy Dane) som bor med sin farmor och är usel på att spela fotboll. En dag hittar han ett par skor som tillhört den legendariske landslagsspelaren Kanon-Keen (även kallad Kanon-Kid, Dead-Shot Keen i original). Isnörd dessa blir Benny en måldribblare utan like. Efter att ha inhandlat en bok om Kanon-Keens karriär kan Benny konstatera att hans karriär blir i det närmaste identisk i såväl med- som motgång. Många förvecklingar följer med skolbyten och konflikter med tränarna. Bennys motgångar på planen beror oftast på att han av någon anledning inte har tillgång till sina magiska skor.
Serien skrevs vanligtvis av Fred Baker med teckningar av bl.a. Mike Western, John Gillatt och Ron Turner.